# Zhezhair
Zhezair of Zhezkazgan Air is een Kazachse luchtvaartmaatschappij met haar thuisbasis in Zhezkazgan.

## Geschiedenis
Zhezair is opgericht in 1996.

## Vloot
De vloot van Zhezair bestaat uit:(feb.2007)
- 21 Yakolev Yak-40()